# Сінешть (Яломіца)
Сінешть, Сінешті (рум. Sinești) — село у повіті Яломіца в Румунії. Входить до складу комуни Сінешть.
Село розташоване на відстані 26 км на північний схід від Бухареста, 78 км на захід від Слобозії, 135 км на південний схід від Брашова.

## Населення
За даними перепису населення 2002 року у селі проживали 1368 осіб.
Національний склад населення села:
| Національність | Кількість осіб | Відсоток |
| -------------- | -------------- | -------- |
| румуни         | 1072           | 78,4%    |
| цигани         | 295            | 21,6%    |

Рідною мовою назвали:
| Мова      | Кількість осіб | Відсоток |
| --------- | -------------- | -------- |
| румунська | 1100           | 80,4%    |
| циганська | 268            | 19,6%    |